# Krešimir Petrović
Krešimir Petrović, slovenski kineziolog in sociolog športa, * 17. avgust 1935, Ljubljana, † 23. marec 2006. 
Krešimir Petrović, oče smučarja Roka Petroviča, je leta 1964 diplomiral iz prava na ljubljanski pravni fakulteti, na fakulteti za telesno kulturo v Beogradu pa 1972 doktoriral iz kinezioloških znanosti. Leta 1980 je postal redni profesor na Fakulteti za šport v Ljubljani. Dr. Petrovič je bil začetnik sociologije športa na Slovenskem, pobudnik raziskovalnega dela na področju sociologije športa in smučanja ter ustanovitelj Inštituta za kineziologijo v Ljubljani. Leta 1975 je za svoje delo prejel je Bloudkovo nagrado.

## Dela
- Sociologija telesne kulture I. (COBISS)